# Gecinulus viridis
El pito del bambú sureño (Gecinulus viridis) es una especie de ave piciforme de la familia Picidae que vive en el Sudeste Asiático.

## Distribución y hábitat
Se encuentra en las selvas de Birmania, Laos, Malasia, Tailandia y Vietnam.

## Taxonomía
Fue descrito científicamente por el zoólogo inglés Edward Blyth en 1862 como subespecie del pito del bambú norteño. Pero en la actualidad la mayoría de los expertos lo consideran una especie aparte. Se reconocen dos subespecies:
- Gecinulus viridis robinsoni (Kloss, 1918)
- Gecinulus viridis viridis (Blyth, 1862)